# تطور الذئاب

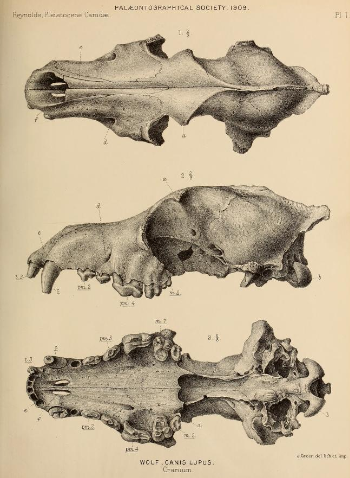

حدث تطور الذئاب على امتداد مقياس زمني جيولوجي لا يقل عن 300 ألف سنة، ويُعتبر الذئب الرمادي (Canis lupus) نوعاً قابلاً للتكيف للغاية، ويستطيع العيش ضمن العديد من البيئات، ويتوزع بشكل كبير عبر المنطقة المتجمدة الكاملة، وقد حددت الدراسات على الذئاب الرمادية الحديثة جمهرات فرعية مختلفة تعيش مجاورةً لبعضها بشكل كبير، ويتعلق التنوع في هذه الجمهرات الفرعية كثيراً باختلاف المَواطن وما تنطوي عليه من ظروف، كهطول الأمطار، ودرجات الحرارة، والغطاء النباتي، والتخصص بالفرائس، ما يؤثر على التكيفية القحفية-السنَية.
تُظهر السجلّات الأثرية والأحفورية وجود الذئب الرمادي طيلة الأعوام الـ300,000 الماضية على الأقل، وهو ما يتعارض مع التحليلات الجينومية، والتي تقترح أن جميع الذئاب والكلاب الحديثة تنحدر من جمهرة ذئاب سلفية مشتركة تواجدت منذ زمن قريب كـ20,000 عام مضى، وتشير هذه التحليلات لنموذج عنق زجاجة سكانية، متبوع بتشعّب سريع من جمهرة سلفية إما خلال الذروة الجليدية الأخيرة أو بعدها مباشرة، ولكن المنشأ الجيولوجي لهذا التشعب لا يزال مجهولاً.

## سجلّات الأحفورات
يتألف السجلّ الأحفوري للفقاريات القديمة من أجزاء نادرة الوجود يستحيل في الغالب الحصول على موادها الوراثية، وبالتالي يكون الباحثون محدودين بالتحليل المورفولوجي للأحفوريات المقتناة، ولكن يبقى من الصعب تقدير الاختلافات بين الأنواع وبين النوع ذاته، والعلاقات التي وُجدت بين النماذج المدروسة عبر الزمان والمكان، وقد لا يتفق الباحثون على بعض المشاهدات دوماً، فيتحدى بعضهم الفرضيات التي يدعمها آخرون.
لكن يتفق الباحثون عموماً على أقدم السجلات على الإطلاق، والذي يُظهر اندماج سنوريات الشكل وكلبيات الشكل ضمن طائفة أشباه اللواحم (Carnivoramorpha) منذ 43 مليون عام، وتضمنت كلبيات الشكل الجنس (Leptocyon) –بمعنى الكلب النحيل– الشبيه بالثعلب، والذي تواجدت أنواعه المختلفة قبل 34 مليون عام، ومن ثم تفرعت بعد ذلك منذ 11.9 مليون عام من الآن للثعلبيات (Vulpini) والذئبيات (Canini).
ما تزال سجلات الأحفوريات غير مكتملة، لكن من المرجح أن الذئاب قد نشأت من جمهرة كلبيات صغيرة وقديمة،:p58 وتقترح كل من الأدلة المروفولولجية والجينية إلى أن الذئاب تطورت خلال العصر البليوسيني وبدايات العصر الحديث الأقرب من النسل ذاته الذي أنتج القيوط،:p148 كما تشير العينات الأحفورية إلى أن القيوط والذئب تشعّبا من سلف مشترك منذ 1.5 مليون عام، وكان سلف ابن آوى وغيره من أفراد جنس الكلاب الحاليين قد تفرّع عن النسل ذاته قبل ذلك.:p240
وبعد هذا الانفصال عن السلف المشترك تشعّبت الأنواع التي اعتُقد أنها كانت جزءاً من تطور الذئب والقيوط أكثر فأكثر، وتفرّعت معها اعتقادات بعض علماء الأحياء القديمة،:p240 فاعتقد عدد من الباحثين أن أنسال الذئب الإدواردي (C. priscolatrans)، والذئب الإتروري (C. etruscus)، والذئب الأحمر (C. rufus) والذئب الرمادي (C. lupus) كانت مشمولة بطريقة معينة أدّت لنشوء الذئب والقيوط الحديثين.:p240